# Kellwassertal

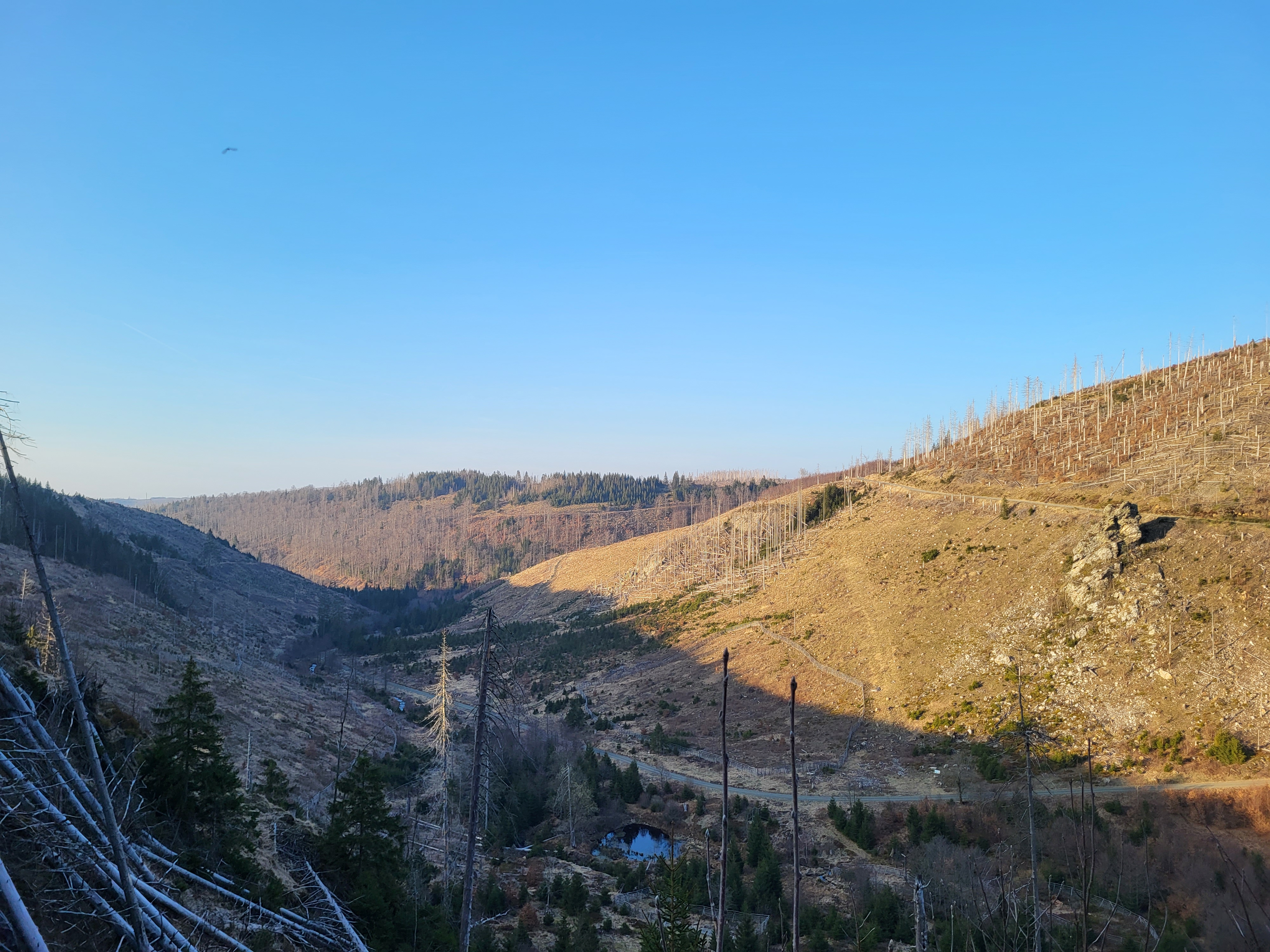
Das Kellwassertal

Das Kellwassertal ist das am stärksten von Gletschern des Eiszeitalters geformte Nebental des Oberharzer Okertals. Es erstreckt sich über rund acht Kilometer vom Altenauer Ortsteil Torfhaus nordwestwärts hinab zur Okertalsperre, in deren Vorsperre das unterste Talstück einbezogen ist. Das Tal ist benannt nach dem Bachlauf Kellwasser und ist 60 bis 150 Meter tief in die Nordabdachung des Hochharzes und in die etwas niedrigere Oberharzer Rumpffläche eingeschnitten. Das Tal ist nahezu vollständig von Forstflächen eingenommen, in denen die Fichte dominiert.

## Reliefformen und das Steile-Wand-Kar

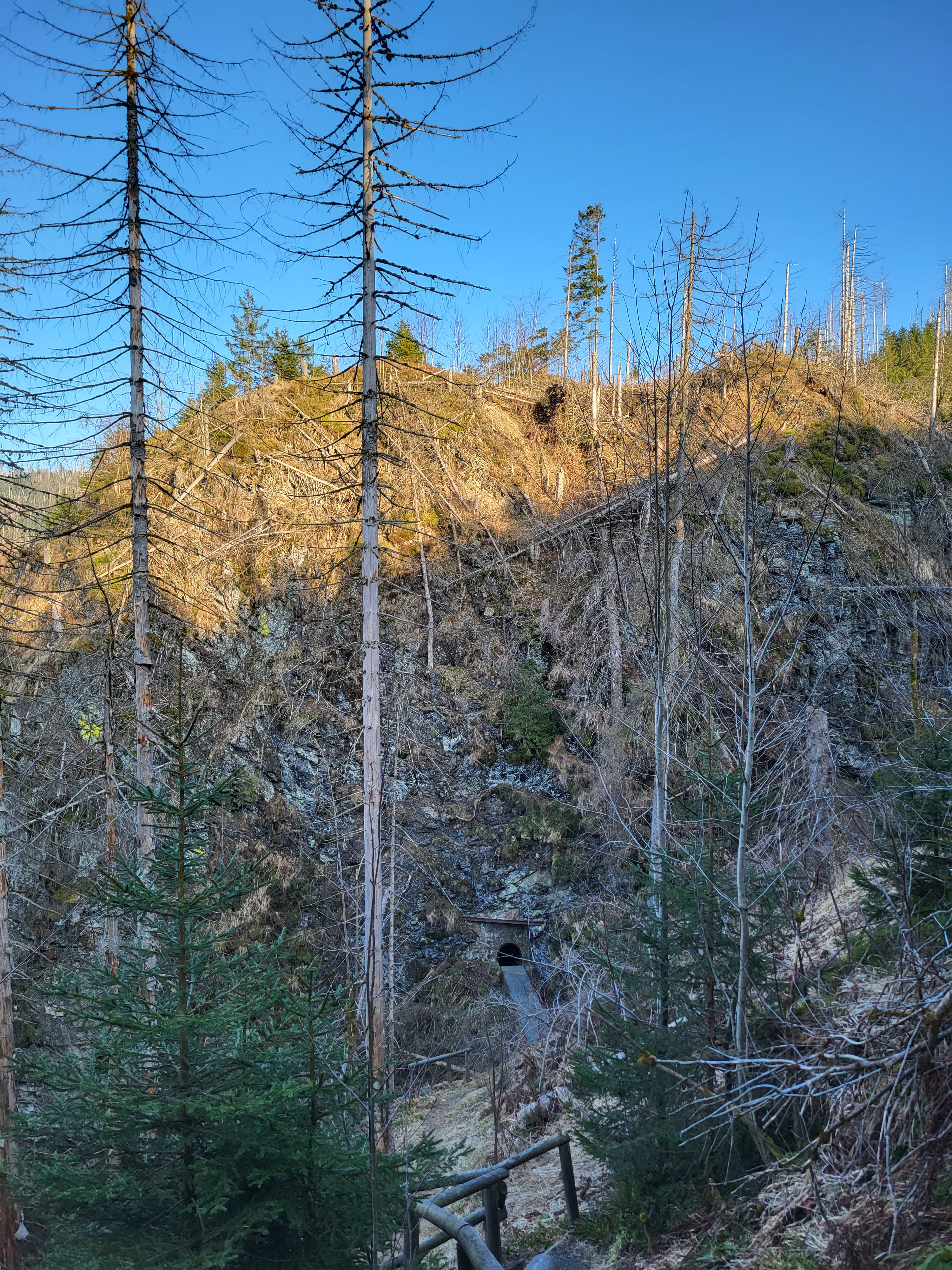
Steile Wand

Der untere Talabschnitt ist kerbtalartig in die wellige, zur Okertalsperre hin leicht eingemuldete Oberharzer Hochfläche eingeschnitten mit nicht sehr hohen, mäßig steilen Hängen. Talaufwärts, mit dem Anstieg des Gebirges zum Brockenfeld und zum Bruchberg hin, wird der Talboden allmählich breiter mit zunehmend hohen, sehr steilen Hängen und endet dann scheinbar in einem kesselartigen Talschluss, der von der bis zu 80 Meter fast senkrecht aufragenden Steilen Wand halbkreisförmig eingeschlossen wird. Er ist ein eiszeitliches Gletscherkar, das für die nördlichen Mittelgebirge außergewöhnlich klar ausgeprägt ist.
An beiden Seiten stürzen Bäche kaskadenartig in den Talkessel hinab: von Osten her über Felsblöcke der einstige Oberlauf des Kellwassers, der im Talboden durch einen Hangkanal zum Dammgraben abgeleitet wird, von Westen her in fast klammartiger Schlucht der oberhalb überwiegend ebenfalls zum Dammgraben abgeleitete Nebenbach Nabe. Beide Bäche sind durch die einstigen Gletscherränder an die Talflanken gedrängt worden und dort nach deren Abschmelzen durch Seitenmoränen fixiert worden. Die Nabe scheint früher erst parallel zum Kellwassertal weiterlaufend über das Große Spritzental zum Kellwasser gelangt zu sein, bevor sie eines Tages doch zum unmittelbar daneben und viel tiefer verlaufenden Kellwassertal ausbrechen konnte und nachfolgend die Schlucht mit kleinen Wasserfällen einschnitt.
Dieser große Talkessel stellt eine Mischform dar zwischen einer Konfluenzstufe und einem Gletscherkar. Die Konfluenzstufe entstand dort, wo vom Nordrand des Plateaugletschers zwischen Bruchberg und Brocken ein Teil des Eises, zu einer Gletscherzunge gebündelt, nach Norden abströmte. Das diesen Talkessel etwas nach Südwesten hin übertiefende Gletscherkar wurde vor allem durch verfestigten Schnee geformt, der zuvor vom Bruchberg her angeweht worden war und sich hier in dessen Windschatten ansammeln konnte.

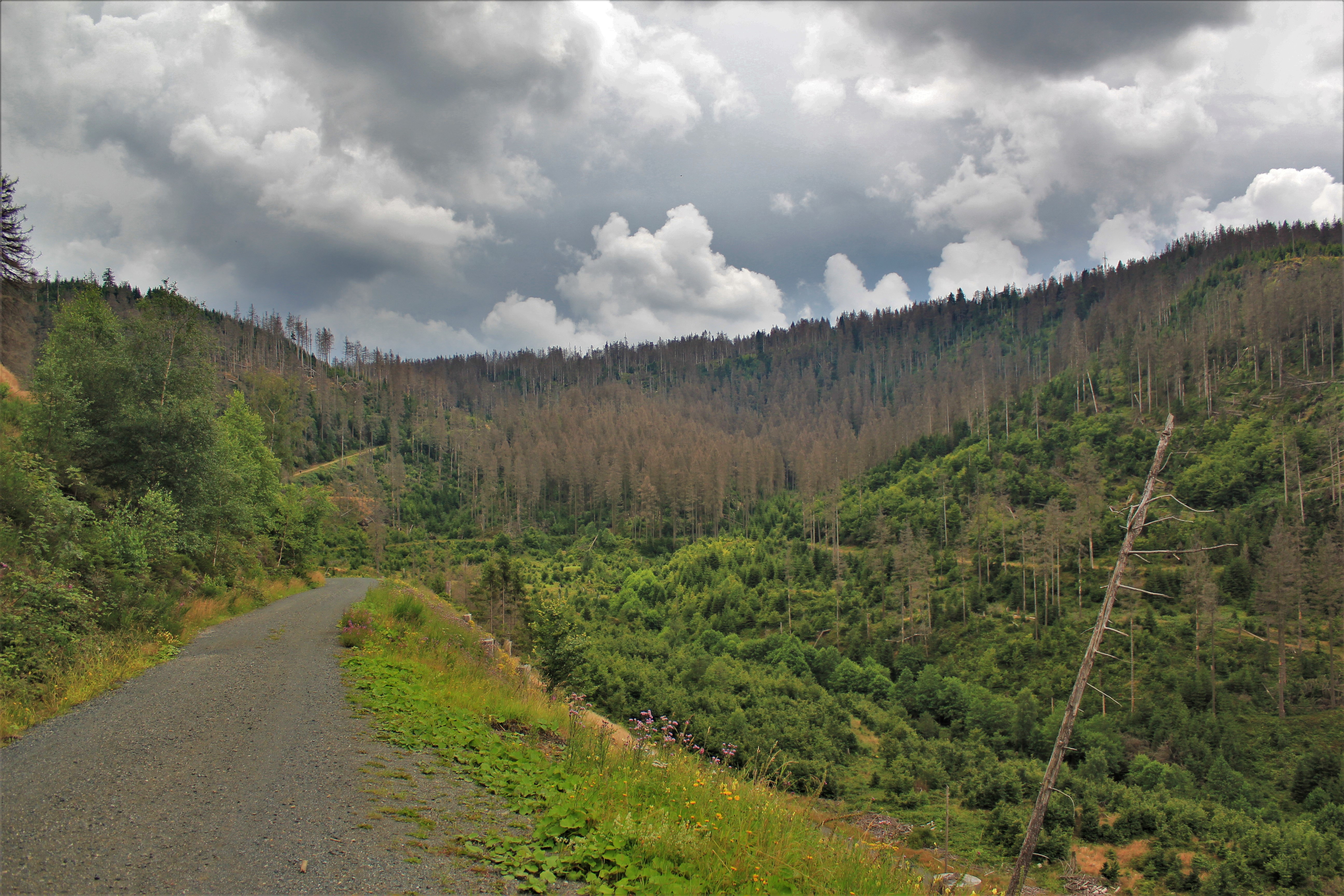
Blick auf den Talschluss mit dem Steile-Wand-Kar

## Geologie
Das Kellwassertal ist größtenteils in Grauwacken des Unterkarbons eingesenkt, die von Tonschieferlagen durchsetzt sind. Es sind aber auch ältere Gesteine des Oberdevon angeschnitten, wovon besonders die dunklen Bänke der Kellwasserkalke bemerkenswert sind, die von einem der größten Massenaussterben der Erdgeschichte zeugen, das als Kellwasser-Ereignis bezeichnet wird. Die Typlokalität ist als Geotop geschützt. Der obere, steilhängigere Talabschnitt ist in den Quarzitsandstein des Acker-Bruchberg-Zuges eingeschnitten. Das Quellgebiet liegt im Bereich des Brockengranits. Die Steile Wand ist in ihrem östlichen Teil von porphyrischen Graniten aufgebaut, in ihrem fast senkrechten Mittelteil von Kieselschiefern, die im Kontaktbereich zur einstigen Glutschmelze des heutigen Granits zu Hornfelsen verfestigt sind, und im Nordwestteil von Kammquarzit.
Im Kellwassertal verläuft zum Teil der Bockswieser Gangzug, eine zu den Oberharzer Erzgängen zählende Gangstörung.
1850 wies hier der Geologe und Botaniker Friedrich Adolph Roemer an einem geologischen Aufschluss, dem Kellwasserkalk, das Massenaussterben von Flora- und Faunaarten an der Frasnium-Famennium-Grenze vor etwa 372,2 Millionen Jahren nach. Diese biologische Zäsur heißt heute noch das Kellwasser-Ereignis.

## Hanggräben und Wasserfälle

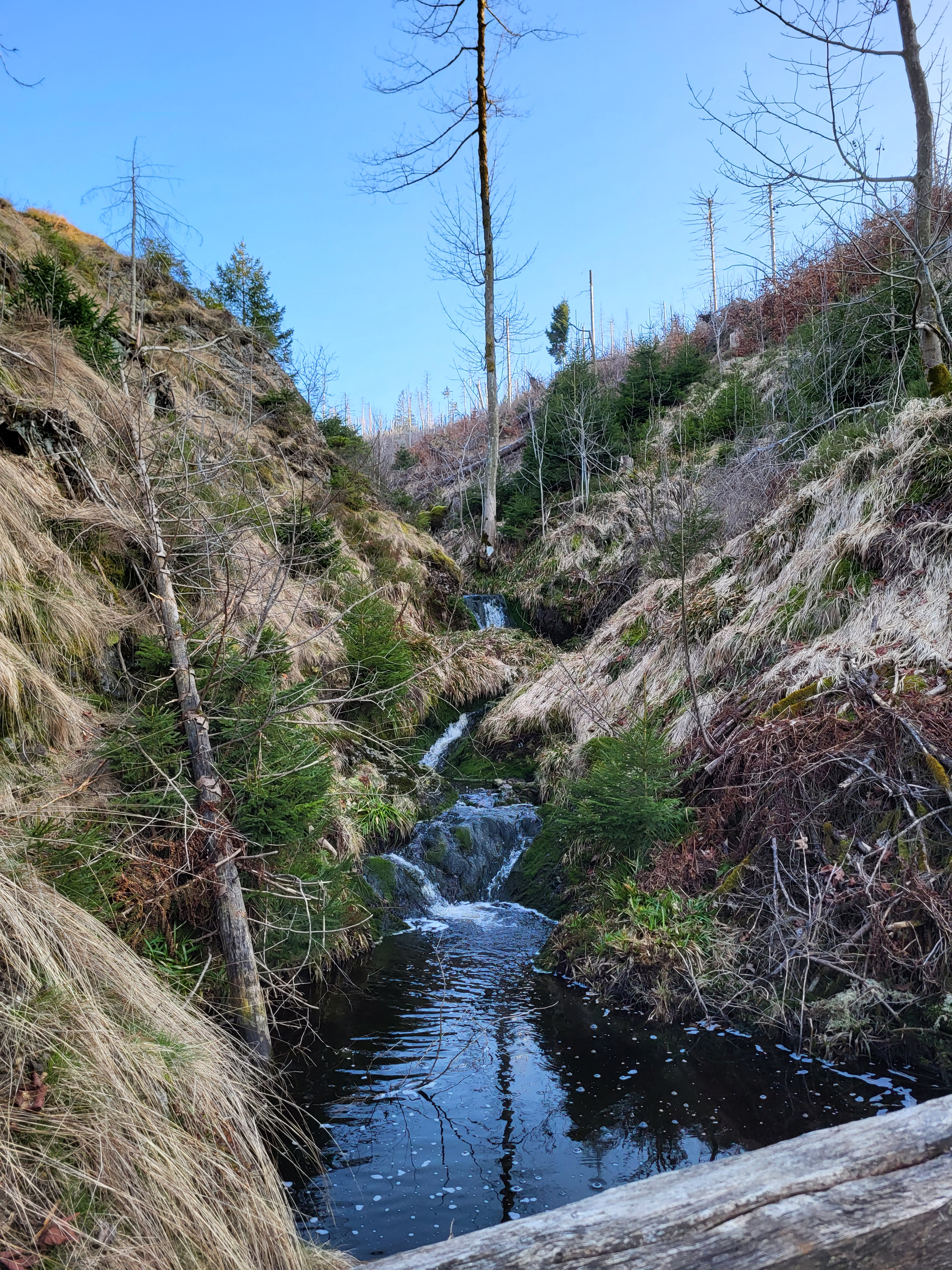
Oberer Teil des Nabentaler Wasserfall

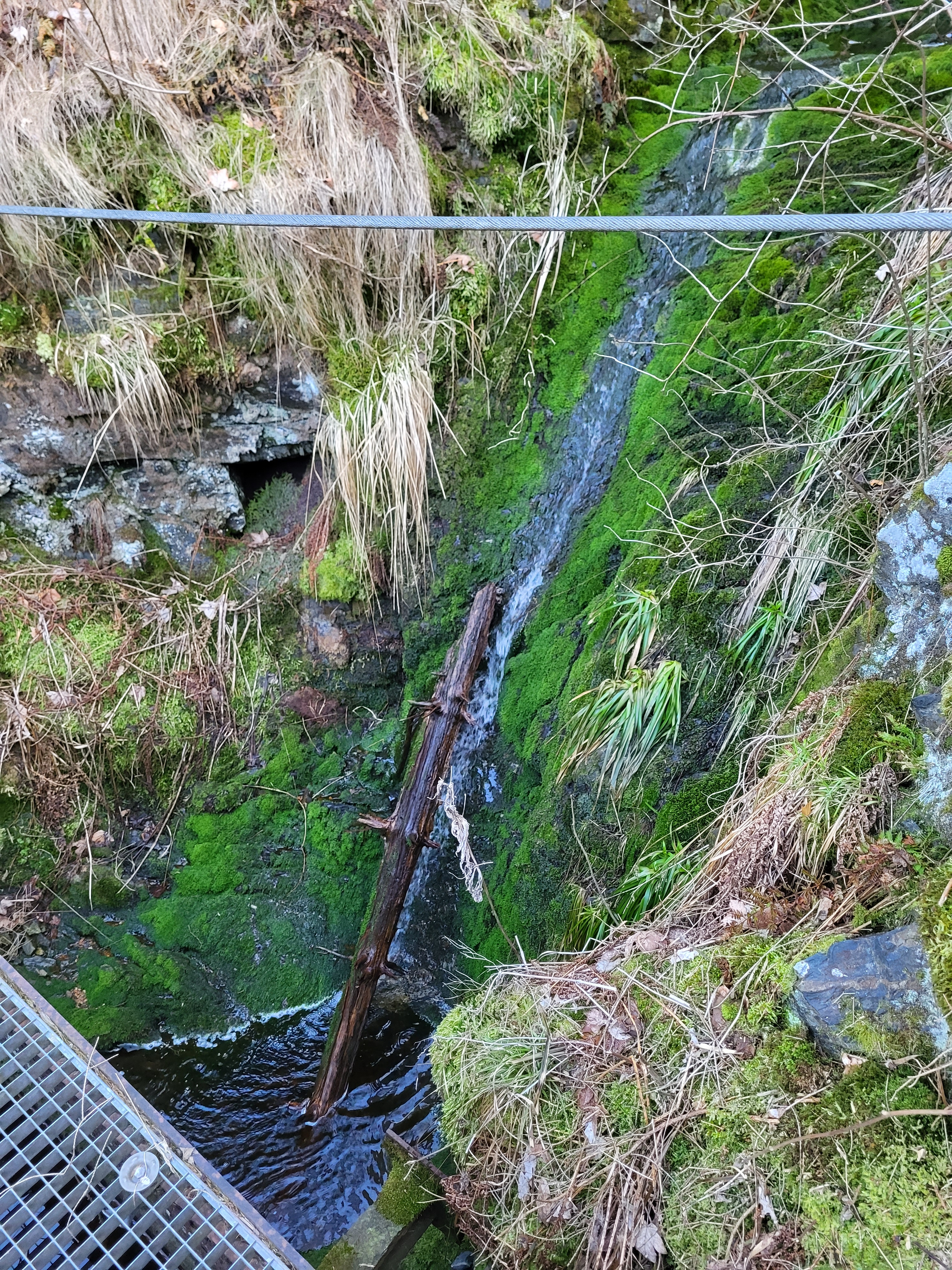
Unterer Teil des Nabentaler Wasserfalls

Durch das obere Kellwassertal gelangt heute bei Niedrigwasserabfluss nur eine deutlich verringerte Wassermenge zur Oker, da oberhalb und unterhalb der Steilen Wand das Wasser in Kunstgräben abgefangen und über den Dammgraben nach Westen in Richtung Clausthal-Zellerfeld geleitet wird. Dort wird es heute nicht mehr bergbautechnisch genutzt, sondern wieder der Oker zugeleitet. Die Gräben sind Teil des technisch aufwändigen historischen Oberharzer Wasserregals. Vom Flussgebiet der Radau führt der Abbegraben Wasser dem einstigen Oberlauf des Kellwassers zu, so wie vom Flussgebiet der Oder der Flörichshaier Graben. Daher sind die Kaskaden des Abbegrabens östlich des Kessels meist eindrucksvoll. Unterhalb wird das Wasser aus dem Tal in einen Stollen der Oberharzer Wasserläufe abgeleitet und in einem kleinen Aquädukt über die Schlucht der Nabe hinweg geleitet. Der oberen Nabe wiederum wird über den Clausthaler Flutgraben Wasser von der Südseite des Bruchberges zugeleitet, das dann im Bachbett der Nabe sturzbachartig dem Beginn (der sogenannten Wiege) des Dammgrabens zuströmt. Der bekannte Nabentaler Wasserfall ist ein wasserbautechnischer Begriff für diesen Abschnitt, in dem das Grabenwasser frei „fällt“. In der anschließenden, durch die Wasserableitung fast trocken gefallenen, weglosen Schlucht bildet die Nabe jedoch echte Wasserfälle.

## Touristische Erschließung und Naturschutz
Das Kellwassertal ist Ausflugsziel zum Wandern, Fahrradfahren oder Skilaufen. Auf Höhe des Okerstausees beginnt ein teilweise asphaltierter Weg durch das Tal, der an der Bundesstraße 4 zwischen Braunlage und Bad Harzburg endet. Auf ihm verläuft der Fließgewässer-Naturlehrpfad Kellwasser. Der interessanteste Teil, das Steile-Wand-Kar, wird zumeist vom Parkplatz am Hedwigsblick an der Steile-Wand-Straße in Augenschein genommen, aber auch über den Magdeburger Weg am Fuß der Wandflucht erwandert. Er geht in den Wasserwanderweg Dammgraben über.
Die Wasserfälle und der Karboden sind durch das Wegegebot im Nationalpark Harz für die Allgemeinheit unzugänglich.